# Théorème de Radó (fonctions harmoniques)
Pour les articles homonymes, voir Théorème de Rado.
En mathématiques, le théorème de Radó sur les fonctions harmoniques, nommé d'après Tibor Radó, exprime qu'une « bonne » forme « sans trous »  peut être déformée de façon lisse en un disque.
Soit Ω un ouvert convexe du plan euclidien R2 dont la frontière ∂Ω est lisse et soit D le disque unité ouvert. Alors, tout homéomorphisme
μ : ∂ D → ∂ Ω se prolonge de façon unique en une fonction harmonique u : D → Ω. De plus, u est un difféomorphisme.